# Толкін (фільм)
«Толкін» (англ. Tolkien) — американська біографічна драма 2019 року, яка розкриває роки становлення англійського письменника Джона Роналда Руела Толкіна.
Реліз стрічки в Україні мав відбутися 12 вересня 2019 року, дистриб'ютор Ukrainian Film Distribution, але в червні 2019 року прокатник без пояснення зняв стрічку зі свого реліз плану.

## У ролях
| Актор             | Роль                    |
| ----------------- | ----------------------- |
| Ніколас Голт      | Джон Роналд Руел Толкін |
| Лілі Коллінз      | Едіт Братт              |
| Колм Міні         | Френсіс Морган          |
| Дерек Джекобі     | Джозеф Райт             |
| Ентоні Бойл       | Джефрі Баш Сміт         |
| Том Ґлінн-Карні   | Крістофер Вайсмен       |
| Женев'єв О’Райлі  | місіс Сміт              |
| Оуен Тіл          | Ґілсон                  |
| Патрік Ґібсон     | Роберт Ґілсон           |
| Крейг Робертс     | Сем Годжес              |
| Пем Ферріс        | місіс Фолкнер           |
| Джеймс Мак-Каллум | Гіларі Толкін           |
| Лора Доннеллі     | Мейбел Толкін           |

## Український дубляж
- Андрій Федінчик — Толкін
- Олена Борозенець — Едіт
- Юрій Сосков — Роберт
- Олександр Погребняк — Джефрі
- Андрій Соболєв — Крістофер
- Євген Пашин — Френсіс
- Юрій Висоцький — Райт
- Руслан Драпалюк — Малий Толкін
- Вероніка Лук’яненко — Мала Едіт
- Максим Чумак — Малий Роберт
- Віктор Григор'єв — Малий Джефрі
- Євген Шекера — Малий Крістофер
- Наталія Романько-Кисельова — Мейбл
- Вячеслав Скорик — Сем
- Наталя Надірадзе — Фолкнер
- Юрій Гребельник — Гіп
- Тамара Морозова — Пані Сміт
- Володимир Нечепоренко — Директор
- Андрій Мостренко — Диктор
- А також: Людмила Петриченко, Дмитро Зленко, Андрій Терещук, Роман Солошенко, В'ячеслав Дудко, Дмитро Тварковський, Катерина Башкіна-Зленко, Володимир Канівець

Фільм дубльовано студією «Postmodern» у 2019 році.
- Перекладач — Надія Бойван
- Режисер дубляжу — Людмила Петриченко
- Звукорежисер — Андрій Славинський
- Менеджер проєкту — Ольга Нігієвич

## Створення фільму

### Виробництво
21 листопада 2013 року з'явилася інформація, що Fox Searchlight Pictures і Chernin Entertainment опрацьовують створення біографічної стрічки про Джона Толкіна на основі сценарію Девіда Ґлісона. У липні 2017 стало відомо, що Доме Карукоскі став режисером стрічки.
Зйомки фільму тривали з жовтня до 14 грудня 2017 року.

### Знімальна група
- Кінорежисер — Доме Карукоскі
- Сценарист — Девід Ґлісон, Девід Ґуґґенгайм, Стівен Бересфорд
- Кінопродюсер — Пітер Чернін, Дженно Топпінг, Девід Реді, Кріс Тік'є
- Композитор — Томас Ньюман
- Кінооператор — Лассе Франк
- Кіномонтаж — Гаррі Ілонен
- Художник-постановник — Ґрант Монтґомері
- Артдиректор — Пол Ковелл
- Художник-костюмер — Коллін Келсолл
- Підбір акторів — Кейт Рінґселл[8]

## Сприйняття
Фільм отримав змішані відгуки. На сайті Rotten Tomatoes оцінка стрічки становить 51 % на основі 144 відгуки від критиків (середня оцінка 5,8/10) і 83 % від глядачів із середньою оцінкою 4,1/5 (342 голоси). Фільму зарахований «гнилий помідор» від кінокритиків і «попкорн» від глядачів, Internet Movie Database — 7,0/10 (2 808 голосів), Metacritic — 48/100 (37 відгуків критиків) і 4,4/10 (16 відгуків від глядачів).